# Kalofilum
Kalofilum (lat. Calophyllum), rod korisnog, otrovnog, vazdazelenog drveća i grmlja koje izlučuje mliječnožuti ili bistri lateks. Pripada porodici kalofilumovki i dio je reda malpigijolike. 
Postoji preko 180 vrsta iz suptropskih i tropskih krajeva Amerike, Afrike, Azije i Australije.

## Vrste
1. Calophyllum acidus Kosterm.
2. Calophyllum acutiputamen P.F.Stevens
3. Calophyllum aerarium P.F.Stevens
4. Calophyllum africanum Cheek & Q.Luke
5. Calophyllum alboramulum P.F.Stevens
6. Calophyllum amblyphyllum A.C.Sm. & S.P.Darwin
7. Calophyllum andersonii P.F.Stevens
8. Calophyllum angulare A.C.Sm.
9. Calophyllum apetalum Willd.
10. Calophyllum archipelagi P.F.Stevens
11. Calophyllum ardens P.F.Stevens
12. Calophyllum articulatum P.F.Stevens
13. Calophyllum aurantiacum P.F.Stevens
14. Calophyllum aureobrunnescens M.R.Hend. & Wyatt-Sm.
15. Calophyllum aureum M.R.Hend. & Wyatt-Sm.
16. Calophyllum austroindicum Kosterm. ex P.F.Stevens
17. Calophyllum balansae Pit.
18. Calophyllum banyengii P.F.Stevens
19. Calophyllum bicolor P.F.Stevens
20. Calophyllum biflorum M.R.Hend. & Wyatt-Sm.
21. Calophyllum bifurcatum P.F.Stevens
22. Calophyllum blancoi Planch. & Triana
23. Calophyllum brachyphyllum Merr.
24. Calophyllum bracteatum Thwaites
25. Calophyllum brasiliense Cambess.
26. Calophyllum brassii A.C.Sm.
27. Calophyllum calaba L.
28. Calophyllum calcicola P.F.Stevens
29. Calophyllum caledonicum Vieill. ex Planch. & Triana
30. Calophyllum canum Hook.f. ex T.Anderson
31. Calophyllum carrii P.F.Stevens
32. Calophyllum castaneum P.F.Stevens
33. Calophyllum caudatum Kaneh. & Hatus.
34. Calophyllum celebicum P.F.Stevens
35. Calophyllum cerasiferum Vesque
36. Calophyllum ceriferum Gagnep. ex P.F.Stevens
37. Calophyllum chapelieri Drake
38. Calophyllum clemensiorum P.F.Stevens
39. Calophyllum collinum P.F.Stevens
40. Calophyllum comorense H.Perrier
41. Calophyllum complanatum P.F.Stevens
42. Calophyllum confertum P.F.Stevens
43. Calophyllum confusum P.F.Stevens
44. Calophyllum cordato-oblongum Thwaites
45. Calophyllum coriaceum M.R.Hend. & Wyatt-Sm.
46. Calophyllum costatum F.M.Bailey
47. Calophyllum costulatum M.R.Hend. & Wyatt-Sm.
48. Calophyllum cucullatum Merr.
49. Calophyllum cuneifolium Thwaites
50. Calophyllum dasypodium Miq.
51. Calophyllum depressinervosum M.R.Hend. & Wyatt-Sm.
52. Calophyllum dioscurii P.F.Stevens
53. Calophyllum dispar P.F.Stevens
54. Calophyllum dongnaiense Pierre
55. Calophyllum drouhardii H.Perrier
56. Calophyllum dryobalanoides Pierre
57. Calophyllum echinatum P.F.Stevens
58. Calophyllum elegans Ridl.
59. Calophyllum enervosum M.R.Hend. & Wyatt-Sm.
60. Calophyllum eputamen P.F.Stevens
61. Calophyllum euryphyllum Lauterb.
62. Calophyllum exiticostatum P.F.Stevens
63. Calophyllum ferrugineum Ridl.
64. Calophyllum fibrosum P.F.Stevens
65. Calophyllum flavoramulum M.R.Hend. & Wyatt-Sm.
66. Calophyllum fraseri M.R.Hend. & Wyatt-Sm.
67. Calophyllum garcinioides P.F.Stevens
68. Calophyllum glaucescens Ridl.
69. Calophyllum goniocarpum P.F.Stevens
70. Calophyllum gracilipes Merr.
71. Calophyllum gracillimum M.R.Hend. & Wyatt-Sm.
72. Calophyllum grandiflorum J.J.Sm.
73. Calophyllum griseum P.F.Stevens
74. Calophyllum havilandii P.F.Stevens
75. Calophyllum heterophyllum P.F.Stevens
76. Calophyllum hirasimum P.F.Stevens
77. Calophyllum hosei Ridl.
78. Calophyllum humbertii P.F.Stevens
79. Calophyllum incumbens P.F.Stevens
80. Calophyllum inophyllum L.
81. Calophyllum insularum P.F.Stevens
82. Calophyllum lanigerum Miq.
83. Calophyllum lankaensis Kosterm.
84. Calophyllum laticostatum P.F.Stevens
85. Calophyllum laxiflorum Drake
86. Calophyllum leleanii P.F.Stevens
87. Calophyllum leptocladum A.C.Sm. & S.P.Darwin
88. Calophyllum leucocarpum A.C.Sm.
89. Calophyllum lineare Kosterm.
90. Calophyllum lingulatum P.F.Stevens
91. Calophyllum lonchophyllum O.Schwarz
92. Calophyllum longifolium Willd.
93. Calophyllum lowei Planch. & Triana
94. Calophyllum macrocarpum Hook.f.
95. Calophyllum macrophyllum Scheff.
96. Calophyllum membranaceum Gardner & Champ.
97. Calophyllum mesoamericanum Vela Díaz
98. Calophyllum milvum P.F.Stevens
99. Calophyllum molle King
100. Calophyllum moonii Wight
101. Calophyllum morobensis P.F.Stevens
102. Calophyllum mukunense P.F.Stevens
103. Calophyllum multitudinis P.F.Stevens
104. Calophyllum neoebudicum Guillaumin
105. Calophyllum nodosum Vesque
106. Calophyllum novoguineense Kaneh. & Hatus.
107. Calophyllum nubicola D'Arcy & R.C.Keating
108. Calophyllum obliquinervium Merr.
109. Calophyllum obscurum P.F.Stevens
110. Calophyllum oliganthum Merr.
111. Calophyllum pachyphyllum Planch. & Triana
112. Calophyllum paniculatum P.F.Stevens
113. Calophyllum papuanum Lauterb.
114. Calophyllum parkeri C.E.C.Fisch.
115. Calophyllum parviflorum Bojer ex Baker
116. Calophyllum parvifolium Choisy
117. Calophyllum pascalianum B.R.Ramesh, Ayyappan & De Franceschi
118. Calophyllum pauciflorum A.C.Sm.
119. Calophyllum peekelii Lauterb.
120. Calophyllum pelewense P.F.Stevens
121. Calophyllum pentapetalum (Blanco) Merr.
122. Calophyllum persimile P.F.Stevens
123. Calophyllum pervillei Drake
124. Calophyllum piluliferum P.F.Stevens
125. Calophyllum pinetorum Bisse
126. Calophyllum pisiferum Planch. & Triana
127. Calophyllum poilanei Gagnep. ex P.F.Stevens
128. Calophyllum polyanthum Wall. ex Choisy
129. Calophyllum praetermissum P.F.Stevens
130. Calophyllum pubescens Vela Díaz
131. Calophyllum pulcherrimum Wall. ex Choisy
132. Calophyllum pyriforme P.F.Stevens
133. Calophyllum recedens Jum. & H.Perrier
134. Calophyllum recurvatum P.F.Stevens
135. Calophyllum rigidulum P.F.Stevens
136. Calophyllum rigidum Miq.
137. Calophyllum rivulare Bisse
138. Calophyllum robustum P.F.Stevens
139. Calophyllum roseocostatum P.F.Stevens
140. Calophyllum rotundifolium Ridl.
141. Calophyllum rubiginosum M.R.Hend. & Wyatt-Sm.
142. Calophyllum rufigemmatum Hend. & Wyatt-Sm. ex P.F.Stevens
143. Calophyllum rufinerve Kaneh. & Hatus.
144. Calophyllum rugosum P.F.Stevens
145. Calophyllum rupicola Ridl.
146. Calophyllum sakarium P.F.Stevens
147. Calophyllum savannarum A.C.Sm.
148. Calophyllum sclerophyllum Vesque
149. Calophyllum scriblitifolium M.R.Hend. & Wyatt-Sm.
150. Calophyllum sil Lauterb.
151. Calophyllum soulattri Burm.f.
152. Calophyllum stipitatum P.F.Stevens
153. Calophyllum streimannii P.F.Stevens
154. Calophyllum suberosum P.F.Stevens
155. Calophyllum subhorizontale M.R.Hend. & Wyatt-Sm.
156. Calophyllum subsessile King
157. Calophyllum sundaicum P.F.Stevens
158. Calophyllum symingtonianum M.R.Hend. & Wyatt-Sm.
159. Calophyllum tacamahaca Willd.
160. Calophyllum tetrapterum Miq.
161. Calophyllum teysmannii Miq.
162. Calophyllum thorelii Pierre
163. Calophyllum thuriferum Poepp.
164. Calophyllum thwaitesii Planch. & Triana
165. Calophyllum tomentosum Wight
166. Calophyllum touranense Gagnep. ex P.F.Stevens
167. Calophyllum tournanense Gagnep. ex P.F.Stevens
168. Calophyllum trachycaule Lauterb.
169. Calophyllum trapezifolium Thwaites
170. Calophyllum undulatum P.F.Stevens
171. Calophyllum utile Bisse
172. Calophyllum vanoverberghii Merr.
173. Calophyllum venulosum Zoll.
174. Calophyllum vergens P.F.Stevens
175. Calophyllum vernicosum P.F.Stevens
176. Calophyllum verticillatum P.F.Stevens
177. Calophyllum vexans P.F.Stevens
178. Calophyllum vitiense Turrill
179. Calophyllum waliense P.F.Stevens
180. Calophyllum walkeri Wight
181. Calophyllum wallichianum Planch. & Triana
182. Calophyllum whitfordii Merr.
183. Calophyllum woodii P.F.Stevens